# Gestió del talent
La gestió del talent (en anglès, Talent Management) fa referència al procés que desenvolupa i incorpora nous integrants a la força laboral i que, a més, reté a un recurs humà existent. La gestió del talent busca bàsicament destacar aquelles persones amb un alt potencial, entès com a talent, dins del seu lloc de treball; a més, retenir i atraure aquelles persones amb talent serà una prioritat. El terme va ser encunyat per David Watkins de Softscape i publicat en un article el 1998. El procés d'atreure i de retenir col·laboradors productius s'ha tornat cada cop més competitiu entre les empreses i té més importància estratègica de la que molts creuen; s'ha arribat a convertir en una “guerra pel talent” i encara més en una etapa on la competència entre empreses és molt dura (“per què no ser el millor si podem ser-ho”).

## Història
El procés de gestió del talent va sorgir durant la dècada dels 90 i encara és adoptat per empreses que reconeixen que el talent i les habilitats dels seus empleats són clau per a l'èxit del negoci. Les empreses que han posat en pràctica la gestió del talent ho han fet per abordar el problema de la retenció dels treballadors. No obstant, moltes organitzacions avui en dia dediquen grans esforços a atraure empleats a la seva empresa, però dediquen poc temps a retenir-los i desenvolupar-los. Per això, la implementació d'un sistema de gestió del talent a la estratègia de negoci requereix ser incorporat i executat diàriament a través de tota l'organització.
No es pot deixar en mans únicament del departament de recursos humans la tasca d'atreure i retenir els col·laboradors, sinó que ha de ser practicat a tots els nivells de l'organització. L'estratègia de negoci ha d'incloure la responsabilitat que els gerents i els supervisors desenvolupin els seus subalterns immediats. Les divisions dins de la companyia han de compartir obertament la informació amb altres departaments perquè els empleats aconsegueixin el coneixement dels objectius de l'organització completament. Les empreses que s'enfoquen a desenvolupar el seu talent integren plans i processos per fer seguiment i administrar el talent utilitzant el següent:
· Buscar, atraure i reclutar candidats qualificats amb formació competitiva
· Administrar i definir sous competitius
· Procurar oportunitats de capacitació i desenvolupament
· Establir processos per manejar l'exercici
· Tenir en marxa programes de retenció
· Administrar ascensos i trasllats
. Definir i alinear el talent de la companyia amb el pla estratègic de mitjà i llarg termini

## La gestió del capital humà
La Gestió del talent humà, també coneguda com a Gestió del capital humà, Sistema d'Informació del Recurs Humà, Sistemes de Gestió de Recursos Humans o mòduls de Recursos Humans, es basa en l'abordatge del maneig del recurs humà que busca no només contractar el personal més qualificat i valuós, sinó també posar èmfasi en la retenció. Donat que el procés de reclutament i selecció és costós per a les empreses, és important col·locar l'individu en una posició on les seves habilitats siguin òptimament utilitzades.
La globalització, el canvi permanent del context i la valoració del coneixement, donen al talent humà en aquests temps una concepció d'indispensable per aconseguir l'èxit d'una organització. S'han començat a considerar el talent humà com a capital més important i la correcta administració dels mateixos com una de les seves tasques decisives, les persones constitueixen el principal actiu de l'organització.

## L'ús actual de la gestió del talent
El terme “gestió del talent” té diferents significats per a diferents organitzacions. Per a alguns, implica gestionar individus d'alt valor o “altament capacitats”, mentre que per a altres, es refereix a la forma de gestionar el talent en general - assumint que totes les persones tenen una certa quantitat de talent que ha de ser identificat i posat en valor. Des de la perspectiva de la gestió del talent, les avaluacions de l'exercici aborden dos temes importants: el rendiment i el potencial. El rendiment actual de l'empleat cenyit a un treball específic ha estat sempre l'eina estàndard que mesura la productivitat d'un empleat. No obstant això, la gestió del talent també cerca enfocar-se en el potencial de l'empleat, cosa que implica el seu exercici futur si es fomenta el desenvolupament apropiat d'habilitats.
Els aspectes principals de la gestió del talent dins d'una organització sempre han d'incloure:
· La gestió de l'exercici
· El desenvolupament del lideratge
· La planificació dels recursos humans/identificar les bretxes de talent
· El reclutament
Aquest terme de gestió del talent s'associa generalment a les pràctiques de recursos humans basades en la gestió per competències. Les decisions de la gestió del talent sovint es basen en un sistema de competències organitzacionals claus i en competències inherents al càrrec. El sistema de competències pot incloure coneixement, habilitats, experiència i trets personals (demostrats per comportaments definits). Els models més antics de competències també incloïen qualitats que rarament prediuen l'èxit (per exemple, l'educació, l'antiguitat i els factors de diversitat que avui són considerats discriminatoris o poc ètic dins d'organitzacions).

## El mercat del talent
Un mercat del talent és una estratègia de la capacitació i el desenvolupament de l'empleat que s'estableix en una organització. És de major benefici per a empreses on l'empleat més productiu pot escollir els projectes i les assignacions que són les més ideals per a l'empleat en particular. Un lloc ideal és aquell a la productivitat concreta de cada individu (administració de projectes o coneixement destacat en un camp en particular) amb la tasca a realitzar-se. Els exemples de les empreses que implementen l'estratègia del mercat del talent són American Express i IBM.
En les condicions econòmiques actuals, moltes companyies han sentit la necessitat baixar costos. Aquest ha de ser l'ambient ideal per executar un sistema de gestió del talent com a mitjà per optimitzar el rendiment de cada empleat i de l'organització. No obstant això, dins de moltes companyies el concepte de la gestió del capital humà tot just comença a desenvolupar-se. “En realitat, només un 5% de les empreses diuen que tenen una estratègia de gestió del talent i programes operatius en execució.
La Gestió del Talent és sens dubte un element atractiu de treballar per als desenvolupadors de solucions de programari. Entre les solucions que es comercialitzen avui dia es compten amb Success Factors, Oracle, Meta4, Payroll, BNovus, Acsendo, Taleo, etc.

## El que no s'ha d'ignorar per gestionar el talent
Hi ha una sèrie d'elements sobre la categoria talent que no s'han d'ignorar, si es vol gestionar a les organitzacions, entre ells es troben: 
- A què se'n diu talent? 
- Quina és la seva relació amb categories com. intel·ligència, creativitat, coneixement, competències? 
- El talent neix o es fa? 
- Quins són els condicionants socials del talent? 
- Quina és la relació entre talent i edat? 
- Quines implicacions té per al talent l'àrea del coneixement a què es dediqui el subjecte? 
- Com les persones poden desenvolupar el seu talent? 
Tenir en compte aquests elements i com s'ha donat resposta a cada pregunta, des de l'òptica de diferents ciències, és important perquè no es pot gestionar un fenomen que no es domina, que no se sap què és. L'advertiment és rellevant perquè, de vegades, es confon la gestió del talent amb la gestió del coneixement, la gestió de competències i la gestió dels recursos humans o del capital humà en general.

## La planificació de carrera professional com a eina per al desenvolupament del talent humà
D'acord amb Werter, Davis i Guzmán (2014), les modernes estratègies corporatives han de disposar d'un equilibri adequat de talent en el recurs humà. Per això, s'ha suggerit implementar plans que permetin desenvolupar la carrera professional dels seus elements alhora de la mateixa organització.
La carrera professional es compon de les tasques i llocs que exerceix l'individu a la seva vida professional. La planificació de la carrera professional es relaciona aleshores, amb els objectius professionals, i aquí és on trobem la tasca de l'organització o del departament de capital humà per orientar els seus col·laboradors en com i quan assolir-los.
El departament de capital humà ha de donar suport al desenvolupament d'aquesta carrera, però cal deixar l'esforç i la decisió d'aconseguir l'èxit a la persona.
A més d'orientar el personal, el departament també s'haurà de comprometre amb la creació d'oportunitats de creixement i actualització permanent, aquests esforços es veuran recompensats en la satisfacció dels seus treballadors i l'assoliment dels objectius organitzacionals.